# Vallée de Sans-Souci
 (octobre 2007).
Si vous disposez d'ouvrages ou d'articles de référence ou si vous connaissez des sites web de qualité traitant du thème abordé ici, merci de compléter l'article en donnant les références utiles à sa vérifiabilité et en les liant à la section « Notes et références ».
La vallée de Sans-Souci est une vallée française située en Auvergne-Rhône-Alpes qui a été creusée dans la roche par les eaux du Sardon (ou ruisseau de Romeuf).
Il prend sa source aux confins de la commune de Loubeyrat près du hameau de la Tronche, au pied des Puys de Rochenoire et Barboiry à 770 mètres d'altitude. Il coule ensuite paisiblement à travers les prés avant de commencer sa descente vers la plaine.
La vallée est classée en Zones naturelles d'intérêt écologique faunistique et floristique (ZNIEFF) de type 1, c'est un endroit paisible, composé essentiellement d'une forêt de feuillus, dont une partie appartient encore aux habitants de Rochepradière.
Il existait dans le temps une source d'eau minérale aujourd'hui disparue sous la végétation.